# 维亚拉
维亚拉（Vyara）是印度古吉拉特邦达比县的一个城镇。总人口36213（2001年）。

## 人口
该地2001年总人口36213人，其中男性18282人，女性17931人；0—6岁人口3896人，其中男2058人，女1838人；识字率73.74%，其中男性为78.09%，女性为69.30%。